# 淡蒼球
淡蒼球（たんそうきゅう、globus pallidus = ラテン語で「蒼いもの」 、あるいは pallidum）は、脳の皮質下構造のひとつで大脳基底核の一部。外節と内節とに区別されるが、どちらも共にGABA作動性の大型の投射ニューロンを含んでいる。ミエリンの髄鞘を被った軸索が通過するため、青白い外見を呈し、淡蒼球と呼ばれる。別名を、古線条体ともいうが、通常の意味での線条体は、背側線条体（もしくは腹側線条体）のことを指すため、注意を要する。

## 淡蒼球外節
淡蒼球外節（たんそうきゅうがいせつ、external segment of globus pallidus; GPe）は、間接路の構成要素であり、線条体からのGABA作動性入力を受ける。外節からのGABA作動性の出力は、視床下核および、淡蒼球内節、黒質網様部へ入力する。

## 淡蒼球内節
淡蒼球内節（たんそうきゅうないせつ、internal segment of globus pallidus; GPi）は、線条体からのGABA作動性入力を受け（直接路）、また淡蒼球外節からGABA作動性入力、視床下核からグルタミン酸作動性の入力を受ける（間接路）。黒質網様部と共に、大脳基底核の出力核として位置づけられている。

## 腹側淡蒼球
腹側淡蒼球 (ventral pallidum, VP) は、上述の淡蒼球の腹側に位置し、無名質 (substantia innominata) の一部を成す。腹側線条体、すなわち側坐核と嗅結節からの入力を受けるが、それらはほとんどがGABA作動性の抑制性入力である。腹側淡蒼球は視床の背内側 (MD) 核に投射する。MD核からは大脳新皮質の前頭前野への興奮性の投射がある。

## 画像

淡蒼球の位置を様々な角度から眺めた動画。赤色で示す領域が淡蒼球。（画像出典：アナトモグラフィ[リンク切れ]）